# 금강 (후백제)
금강(金剛, ?~935년 음력 3월)은 후백제의 국왕 견훤의 넷째 아들이자 서자(庶子)이다.

## 생애
금강은 장자(長子) 및 적출(嫡出)은 아니었으나 체구가 크고 지략이 뛰어나서 견훤의 총애를 받았다. 견훤은 나이가 들자 서출 왕자임에도 불구하고 금강을 후계자로 세우려고 하였다.
그러나 신검은 각각 강주도독(康州都督), 무주도독(武州都督)을 지내고 있던 동복 동생 양검과 용검, 능환 등과 함께 음모를 꾸며서 935년 음력 3월에 반란을 일으켰다.
이에 금강이 살해되었고, 견훤은 폐위된 후 금산사에 유폐되었다.

## 가족 관계
- 조부 : 아자개(阿慈介, ? ~935)
- 조모 : 상원부인(上院夫人)
  - 부왕 : 견훤(甄萱, 867~936, 재위:892~935)
  - 왕후 박씨(上院夫人 朴氏) 
    - 이복형 : 신검(甄神劍, 885~936)
    - 이복형 : 양검(甄良劍, ?~936)
    - 이복형 : 용검(甄龍劍, ?~936)
    - 이복 누나 : 국대부인
    - 이복 매형 : 박영규

  - 친모 : 고비
  - 숙부 : 능애(能哀, ?~936)
- 계조모 : 남원부인(南院夫人)
  - 이복 숙부 : 용개(龍蓋)
  - 이복 숙부 : 보개(寶蓋)
  - 이복 숙부 : 소개(小蓋)
  - 이복 고모 : 대주도금(大主刀金)

## 견금강이 등장하는 작품

### TV 드라마
- 《태조 왕건》(KBS, 2000년~2002년, 배우: 전현, 김경호)